# Ибигау-Варенбрюк
Ибигау-Варенбрюк (нем. Uebigau-Wahrenbrück) — город в Германии, в земле Бранденбург.
Входит в состав района Эльба-Эльстер.  Занимает площадь 134,90 км². Официальный код — 12 0 62 500.

## Население
| Год  | Население |
| ---- | --------- |
| 1990 | 7 264     |
| 1995 | 6 922     |
| 2000 | 6 845     |
| 2005 | 6 392     |
| 2010 | 5 769     |
| 2015 | 5 462     |
| 2020 | 5 233     |

## Города-побратимы
- Завадзке Польша

## Галерея
- Маркплатц в Убегау
- Бывшая усадьба в Ибигау
- Краеведческий музей в Варенбрюке
- Замок Нойдек